# Конекционизам
Конекционизам је приступ у области учења и памћења који који се ослања на математичке моделе познате као конекционистичке мреже или вештаче нуронске мреже. Он одражава развој идеја заснованих на претпоставци о паралелној обради информације која је расподељена на много јединица, а која је позната и под називом паралелно расподељена обрада.

## Корени конекционизма — Теорија учења
Раних година овог века, Едвард Торндајк је предложио низ општих принципа учења које је назвао „конекционизам“. Њима се, у основи, претпостављало да се учење одвија кроз низ покушаја или погрешака. Узастопни такви кораци формирају асоцијативне везе и оне везе које је пратила награда бивају ојачане или позитивно поткретљене, чиме се повећава вероватноћа да се, након што се изведе први, изведе и други корак, што се назива законом ефекта. Један овако општи појам поседује привлачност коју трпи из сличности са процесом природне селекције који се одвијао током еволуције, јер се навике које су доводиле до награде постепено одабирају, док оне које нису отпадају.
Нека од највећих неслагања испољила су се се између теоретичара какав је био Кларк Л. Хал, који је покушао да пронађе скуп детаљних принципа учења заснованих на појмовима асоцијације и поткрепљења и Едварда Ц. Толмана који је наглашавао значај унутрашњих репрезентација, или конгнитивних мапа, у учењу.
А онда средином педесетих година, прилично изненадно интересовање за ову област се изненада изгубило.
Последњи трагови интересовања за опште моделе учења који се могу опазити у људској експерименталној психологији последица су контроверзе која је пратила развој математичког моделовања учења, до кога је дошло током шездесетих година. Математичко моделовање односило се на питање да ли учење треба посматрати као процес промене јачине асоцијација типа све-или-ништа, или као процес постепеног учења асоцијативне везе.

## Рачунар као модел
„Учење“ рачунара подразумева снимање информације на одређену локацију, док „извлачење“ укључује враћање на ту локацију и ишчитавање информације која је тамо похрањена. Уколико је на располагању довољан број локација, похрањивање информације је тривијално лако, заборављање занемарљиво, а изучавање је типа све-или-ништа, што све није случај са људском меморијом. Код рачунара ове врсте присећање је или комплетно, изведено до детаља исправно, или га уопште нема. Насупрот томе, извлачење ради репродуковања је, по правилу, делимично а заборављања има у значајном износу. Главне врлине људског памћења су, са друге стране, у брзини и флексибилности приступа материјалу и у његовој способности апстракције, која омогућује брз приступ суштини комплексних раније стечених искустава.
Оно што је наважније је то што је мозак сачињен од великог броја јединица (неурона) који делују паралелно, пре него редно, што је случај са већином постојећих рачунара. Брзина рада неурона у мозгу је знатно мања од оне коју постижу компоненте савремених рачунара, па ипак, мозак је у стању да приликом црпљења меморије постигне много више од просечног рачунара. Ово је вероватно последица паралелног функционисања неурона, који садејствују са другима и често оперишу приближним решењима пре него комплетно дефинисаним операцијама.
Можда управо због тога, мозак поседује способност такозване постепене градације. Мозак, на нивоу неурона, наставља да ради на приближно исти начин, чак и онда када изгуби велики број нервних ћелија, као приликог нормалног старења или оштећења насталог услед, на пример, ударца у главу. Машине које раде серијски, укључујући ту и серијске рачунаре, врло су склоне отказивању уколико било који њихов део закаже. То, на срећу није случај са људским мозгом, нити са процесима претраге људског памћења и решавања проблема.

## Перцептрони и паралелна обрада
Рачунари садашње генерације делују тако што редно манипулишу симболима, који са своје стране представљају репрезентације података. Такав приступ рачунарству је врло различит од начина на који функционише мозак. Зашто онда људи развијају серијске уместо паралелних система? Програм за препознавање визуелних сложаја Оливера Селфриџа познат као Пандемонијум1 је пример, а сличан преставља и машина за паралелну обраду Розенбалта, коју је он назвао перцептрон.
Перцептрон је једноставна направа која повезује детекторску јединицу која је аналогна мрежњачи ока са низом улазних јединица, која са своје стране могу активирати излазне јединице, изазивајући тако одговор.
И улазне и излазне јединице имају свој праг, што значи да је неопходно да активност пређе одређени минимални ниво пре него што окину. Окидање доводи до повећања вероватноће окидања излазне јединице (ексцитација) или изазива негативан ефекат (инхибиција). Јачина овог ефекта зависиће од пондерисања везе по којој се ради. Коначно, да ли ће излазна јединица окинути или неће зависиће од њеног прага и тога да ли сума пондерисаних вредности улаза прелази ту вредност.
Овакве справе могу, наравно, бити знатно сложеније и, важније, могу да буду направљене тако да уче дајући перцепторну повратну информацију о његовом учинку. Ово се може постићи ако се следи једноставан принцип: уколико перцептрон одговара погрешно да је одређен сложај присутан тамо где га нема, то значи да је редукована јачина веза између свих јединица које су у том тренутку активне. Уколико, са друге стране, перцептрон не успе да детектује жељени сложај када је овај присутан, тада сви актуелни нивои ексцитације бивају повишени. То постепено доводи до ситуације у којој перцептрон аутоматски одговара када је садржај присутан али не и када је одсутан.
На несрећу, постоје ограничења у ономе што је једноставан перцептрон у стању да научи. Један пример за то представља проблем учења једноставне машине попут оне приказане на слици да одговори када је приказано или један или нула, али не и када је приказано и једно и друго.
Један наћин да се проблем реши јесте да се уведе трећа врста јединица, „Скривене јединице“, која окида само онда када је стимулишу и један и нула јединице и која када окине, инхибише јединицу за емитовање одговора како је приказано на слици.
У том примеру, скривена јединица има праг од 1,5 ексцитације, те неће окинути ни са једним улазом појединачно, већ само онда када је истовремено стимулисана са оба. Ефекат деловања скривене јединице јесте инхибисање излазне јединице, те она стога у стању да поништи ексцитаторне ефекте два улаза. Услед тога систем ће реаговати на улаз један или улаз нула али не и на њихову истовремену презентацију.
Потенцијална вредност скривених јединица била је позната Розенбалту, али она није могла бити експоатисана дуги низ година једноставно стога што је било тешко наћи начин на који би такве скривене јединице могле да „уче“. Последњих година испитује се већи број потенцијалних процеса учења, а један од њих је повратно ширење грешке.

## Пандемонијум
Утицај идеја о паралелној обради сеже у најмању руку у педесете године, доба појаве Селфиџовог модела пандемонијума. Овај модел претпоставља постојање хијерархије јединица за детекцију или „демона“ , од којих је сваки специјализован за сопствени задатак детекције. Селфриџ је тврдио да се комбиновањем одлука појединачних демона може произвести врло ефикасна направа за детекцију визуелних садржаја. 
Размотримо, на пример, проблем читања речи. Демони најнижег нивоа требало би да идентификују линије које чине слова. Један демон би, на пример, могао бити задужен за детектовање вертикалних линија; када детектује такву линију, његов посао је да то довикне демону који се налази изнад њега. Тај демон изнад могао би бити задужен за обраду сегмената који обухватају више од једне линије, то јест, могао би, на пример, бити специјалиста за детектовање слова Н. Таквог охрабривале би га и узвик демона задужених за вертикалне и оних који су задужени за хоризонталне линије, али би га обесхрабривали узвици демона који репрезентују закривљене или косе линије.

## Адресабилност садржаја
Меморија чији садржај је адресабилан је она у којој се садржају приступа тако што се даје делимичан опис тог садржаја а меморијски систем обезбеђује остало. Студија Мек Клиленда (1981) илуструје начин на који се слична паралелно расподељена архитектура може употребити за похрањивање информације о становницима прилично нездаравог за живот, фиктивног предграђа у Америци. Табела 1 приказује имена чланова две банде, заједно са степеном њиховог образовања, старошћу, брачним статусом и занимањем.
Слика приказује неке од јединица и узајамних веза укључених у репрезентовање чланова две банде. Двоструке стрелице означавају узајамну ексцитацију, док се јединице које припадају истом „облику“ узајамно инхибишу. Давање једне информације побуђује остале. Тако, уколико имамо име „Сем“, ширење активације ће указивати да је он двадесетих година, књиговођа, ожењен припадник Џетса, и да је факултетски образован. Уместо тога, могу се навести нека својства и побудити име – “ко је у својим четрдесетим и дилер је дроге?“ – након чега ће се указати име Арт, заједно са осталим чињеницама, да је члан Џетса и да је завршио прва два разреда средње школе.
Једно од својстава таквог система јесте постепена деградација, тако да када један сегмент информације буде избрисан, систем, уместо да се потпуно распадне, даје најбољу могућу процену. Аналогна врлина мреже ове врсте састоји се у томе што је она у стању да, у случају када информација није непосредно спецификована, уместо ње обезбеди типичну вредност. Такав одговор наравно не мора бити тачан, већ само представља разумно нагађање. Још једно својство оваквих мрежа је то да су у стању да изводе спонтане генерализације. Стереотип ће поседовати карактерисике, чак и ако се ни један постојећи појединац не уклапа у такав стереотип. Тамо где су карактеристике равномерно распоређене што је случај са занимањем, оне се међусобно поништавају. Дакле, модели ове врсте не само да нуде предности меморије чији је садржај адресабилан, већ је такође у стању да надокнади вредности које недостају и изведе опште стереотипе. Све ово су наравно, својства људског памћења.
Већи део актуелне генерације експертних система заснован је на методи продукционог система (Newel & Simon, 1972). Овај метод моделовања подразумева спецификовање низа правила рачунара. Она са своје стране могу бити прикупљена од људи – стручњака, поступком који се назива „жетвом знања“. Главни проблем са овом процедуром састоји се у томе што стручњаци често нису свесни правила која примењују. И збиља, конекционисти имају право да тврде да је то зато што су сама правила фиктивна, да су генерализације које имају за циљ да опишу процесе који, у ствари, нису засновани на правилима. Предност конекционистичке машине је у томе да њој није потребно спецификовати правила; уколико су познати улаз, тј стимулација, и жељени одговор, она сама може да разради њихов однос.
Пајлишин (Pylyshin, 1984), разликује когнитивне системе који су „транспарентни“ или „пенетрабилни“ и оне који су „непрозирни“, односно „непенетрабилни“. Транспарентни систем је онај по коме можемо стећи увиде путем интроспекције, и који се могу путем промишљања модификовати. Усмеравање пажње на виолински уместо на вокални део музичког дела, или одабирање и примена одређене стратегије за учење или извлачење примери су деловања транспарентних когнитивних система.
Остали делови нашег когнитивног апарата су, нама једноставно недоступни, ми нити можемо да посматрамо, нити да контролишемо њихово деловање. Очигледни примери за то представљају периферијске активности какви су рефлексни механизми уз помоћ којих се контролише количина светлости која пада на око, прилагођавањем дужице, или процес путем кога подиже ниво адреналина у крви у претећој ситуацији. Ту би такође спадали сложенији механизми, попут оних који су одговорни за стереоскопко опажање дубине и вероватно процедуре које су укључене у аутоматско извлачење информација из дугорочне меморије.
Могуће је да су конекционистички модели подобни за непрозирне процесе, који делују на релативно аутоматизован начин, док модели засновани на симболичкој обради и даље имају боља објашњења оних аспеката когниције који су трансапарентни и отворени за свесну манипулацију и контролу. Радна меморија, како сада изгледа, делује на граници између непрозирног и транспарентног.

## Преглед
Конекционизам, приступ који по правилу почива на паралелно расподељеној обради информације. У великој мери се ослања на компјутерску симулацију, али се разликује од већине компјутерских модела. Тим моделима се, по правилу, претпостављало постојање низа одвојених стадијума, док се конекционизам, по правилу, залаже за моделе унутар којих велики број једноставних јединица делује упоредно.
Применом описаних система могуће је расподелити учење на много јединица. То пружа предност меморијског складиштења које је знатно сличније деловању људског мозга него меморисању обичног рачунара. Меморија обичног рачунара омогућује савршено извлачење када се позове одговарајућа адреса, а никакво када се то не учини, што није случај са људском меморијом, која је често делимична и фрагментисана. Делимично присећање и генерализација природна су својства неких од паралелно расподељених репрезентација. Овакви модели такође садрже својство адресабилности садржаја, уз помоћ кога учитавање дела материјала којег се треба присетити побуђује његов остатак, што је, поново, својство људског памћења. Коначно, баш као и у случају људског памћења, овакви модели поседују способност постепене деградације, што значи да заборављање, или можда чак и оштећење система, доводи до слабије репродукције изворног материјала, пре него до потпуног острањивања неких и потупног очувања његових других делова.